# Coleophora striatipennella
Coleophora striatipennella es una especie de polillas perteneciente a la familia de los coleofóridos que se encuentra en Europa y Oriente Próximo.
Su envergadura es de 11 a 13 milímetros. Las especies de Coleophora tienen la alas delanteras angostas. Las alas traseras son también estrechas, alargadas y con flecos muy largos. Las superficies superiores no tienen punto discal ni líneas transversales. Cada segmento del abdomen tiene parches de espinas diminutas que se muestran a través de las escamas. La posición de reposo es horizontal con el extremo frontal elevado y los cilios le dan a la punta trasera un aspecto deshilachado y hacia arriba si las alas se enrollan alrededor del cuerpo. Las características de C. striatipennella incluyen: - Cabeza de color blanco ocre. Antenas blancas, con anillos gris parduzcos, articulación basal suelta. Alas anteriores blancas; todas las venas marcadas por indistintas franjas blanquecinas-ocreas, hacia el borde posterior. Alas posteriores grises.
Los adultos vuelan de mayo a agosto, habiendo una o dos generaciones por año.
Las larvas se alimentan de semillas de Stellaria graminea, Stellaria media y Cerastium fontanum.